# Saropogon combustus
Saropogon combustus är en tvåvingeart som beskrevs av Friedrich Hermann Loew 1874. Saropogon combustus ingår i släktet Saropogon och familjen rovflugor. Inga underarter finns listade i Catalogue of Life.